# Dorotea Maria di Sassonia-Gotha-Altenburg
Dorotea Maria di Sassonia-Gotha-Altenburg (Gotha, 22 gennaio 1674 – Meiningen, 18 aprile 1713) fu una principessa sassone e principessa consorte di Sassonia-Meiningen dal 1706 al 1713.

## Biografia
Dorotea Maria era la terza figlia di Federico, duca di Sassonia-Gotha-Altenburg dal 1675 al 1691, e della prima moglie Maddalena Sibilla di Sassonia-Weissenfels. La principessa venne educata con molta cura ricevendo un'accurata preparazione nella religione, nelle scienze, nelle lingue e nella musica.
Come le sue sorelle, anche Dorotea venne destinata a sposare un principe tedesco: si fidanzò a maggio e sposò il 19 settembre 1704, nello Schloss Friedenstein di Gotha, suo cugino, Ernesto Luigi, figlio ed erede del duca Bernardo I di Sassonia-Meiningen e appartenente ad un diverso ramo della grande dinastia Wettin. In occasione delle nozze venne coniata una moneta commemorativa. Ricevette in dote Burg Lauterburg vicino a Rödental, dove Ernesto Luigi fece erigere nel 1706 il casino di caccia di Ludwigsburg.
Due anni dopo il matrimonio, alla morte del suocero avvenuta il 27 aprile 1706, assunse il titolo di principessa consorte di Sassonia-Meiningen che mantenne fino alla morte.
Il matrimonio viene descritto come una felice unione, in cui il duca condivideva con la moglie la sua passione per la musica e la poesia. Ssoffriva di "flussi facciali" e quindi solitamente viveva in campagna, in particolare nei pressi di Bad Liebenstein a Frauenbreitungen ed a Dreißigacker. Svolse attività caritative e sostenne in particolare l'orfanotrofio di Meiningen.
Ernesto Luigi aveva progettato di edificare, in un'area di trenta acri una residenza di campagna, che avrebbe voluto chiamare Dorotheenburg, in onore di sua moglie, ma la duchessa morì nel 1718, ed il progetto venne abbandonato.
È sepolta nella cripta della chiesa del palazzo di Meiningen. In memoria della sua morte, venne coniata una moneta e venne stampato un "Ehrengedächtnis" (foglio commemorativo).

## Figli
In nove anni di matrimonio, Dorotea Maria riuscì a dare alla luce cinque figli tra cui soprattutto due eredi maschi del principato di Sassonia-Meiningen:
- Giuseppe Bernardo (Meiningen, 27 maggio 1706-Roma, 22 marzo 1724);
- Federico Augusto (Meiningen, 4 novembre 1707-Meiningen, 25 dicembre 1707);
- Ernesto Luigi (Coburgo, 8 agosto 1709-Meiningen, 24 febbraio 1729);
- Luisa Dorotea (Meiningen, 10 agosto 1710-Gotha, 22 ottobre 1767);
- Carlo Federico (Meiningen, 18 luglio 1712-Meiningen, 28 marzo 1743).

Dorotea morì nel 1713 e suo marito si risposò l'anno dopo con Elisabetta Sofia di Brandeburgo che non gli diede altri figli. Alla morte del padre ereditò il principato dapprima Ernesto Luigi e, alla sua morte, Carlo Federico. Luisa Dorotea invece venne data in sposa nel 1729 al duca Federico III di Sassonia-Gotha.

## Ascendenza
|                                           |                                |                                           | Genitori                                |  |  | Nonni |  |  | Bisnonni                    |  |  | Trisnonni                             |  |
|                                           |                                |                                           |                                         |  |  |       |  |  | Giovanni di Sassonia-Weimar |  |  | Giovanni Guglielmo di Sassonia-Weimar |  |
|                                           |                                |                                           |                                         |  |  |       |  |  | Giovanni di Sassonia-Weimar |  |  | Giovanni Guglielmo di Sassonia-Weimar |  |
|                                           |                                | Dorotea Susanna di Wittelsbach-Simmern    |                                         |  |  |       |  |  | Giovanni di Sassonia-Weimar |  |  |                                       |  |
| Ernesto I di Sassonia-Gotha-Altenburg     |                                |                                           |                                         |  |  |       |  |  | Giovanni di Sassonia-Weimar |  |  |                                       |  |
|                                           |                                | Dorotea Maria di Anhalt                   | Gioacchino Ernesto di Anhalt            |  |  |       |  |  |                             |  |  |                                       |  |
|                                           |                                | Dorotea Maria di Anhalt                   | Gioacchino Ernesto di Anhalt            |  |  |       |  |  |                             |  |  |                                       |  |
|                                           |                                | Dorotea Maria di Anhalt                   | Eleonora di Württemberg                 |  |  |       |  |  |                             |  |  |                                       |  |
| Federico I di Sassonia-Gotha-Altenburg    |                                | Dorotea Maria di Anhalt                   |                                         |  |  |       |  |  |                             |  |  |                                       |  |
|                                           |                                | Giovanni Filippo di Sassonia-Altenburg    | Federico Guglielmo I di Sassonia-Weimar |  |  |       |  |  |                             |  |  |                                       |  |
|                                           |                                | Giovanni Filippo di Sassonia-Altenburg    | Federico Guglielmo I di Sassonia-Weimar |  |  |       |  |  |                             |  |  |                                       |  |
|                                           |                                | Giovanni Filippo di Sassonia-Altenburg    | Anna Maria del Palatinato-Neuburg       |  |  |       |  |  |                             |  |  |                                       |  |
| Elisabetta Sofia di Sassonia-Altenburg    |                                | Giovanni Filippo di Sassonia-Altenburg    |                                         |  |  |       |  |  |                             |  |  |                                       |  |
|                                           |                                | Elisabetta di Brunswick-Wolfenbüttel      | Enrico Giulio di Brunswick-Lüneburg     |  |  |       |  |  |                             |  |  |                                       |  |
|                                           |                                | Elisabetta di Brunswick-Wolfenbüttel      | Enrico Giulio di Brunswick-Lüneburg     |  |  |       |  |  |                             |  |  |                                       |  |
|                                           |                                | Elisabetta di Brunswick-Wolfenbüttel      | Elisabetta di Danimarca                 |  |  |       |  |  |                             |  |  |                                       |  |
| Dorotea Maria di Sassonia-Gotha-Altenburg |                                | Elisabetta di Brunswick-Wolfenbüttel      |                                         |  |  |       |  |  |                             |  |  |                                       |  |
|                                           | Giovanni Giorgio I di Sassonia | Cristiano I di Sassonia                   |                                         |  |  |       |  |  |                             |  |  |                                       |  |
|                                           | Giovanni Giorgio I di Sassonia | Cristiano I di Sassonia                   |                                         |  |  |       |  |  |                             |  |  |                                       |  |
|                                           | Giovanni Giorgio I di Sassonia | Sofia di Brandeburgo                      |                                         |  |  |       |  |  |                             |  |  |                                       |  |
| Augusto di Sassonia-Weissenfels           | Giovanni Giorgio I di Sassonia |                                           |                                         |  |  |       |  |  |                             |  |  |                                       |  |
|                                           |                                | Maddalena Sibilla di Hohenzollern         | Alberto Federico di Prussia             |  |  |       |  |  |                             |  |  |                                       |  |
|                                           |                                | Maddalena Sibilla di Hohenzollern         | Alberto Federico di Prussia             |  |  |       |  |  |                             |  |  |                                       |  |
|                                           |                                | Maddalena Sibilla di Hohenzollern         | Maria Eleonora di Jülich-Kleve-Berg     |  |  |       |  |  |                             |  |  |                                       |  |
| Maddalena Sibilla di Sassonia-Weissenfels |                                | Maddalena Sibilla di Hohenzollern         |                                         |  |  |       |  |  |                             |  |  |                                       |  |
|                                           |                                | Adolfo Federico I di Meclemburgo-Schwerin | Giovanni VII di Meclemburgo-Schwerin    |  |  |       |  |  |                             |  |  |                                       |  |
|                                           |                                | Adolfo Federico I di Meclemburgo-Schwerin | Giovanni VII di Meclemburgo-Schwerin    |  |  |       |  |  |                             |  |  |                                       |  |
|                                           |                                | Adolfo Federico I di Meclemburgo-Schwerin | Sofia di Holstein-Gottorp               |  |  |       |  |  |                             |  |  |                                       |  |
| Anna Maria di Mecleburgo-Schwerin         |                                | Adolfo Federico I di Meclemburgo-Schwerin |                                         |  |  |       |  |  |                             |  |  |                                       |  |
|                                           |                                | Anna Maria della Frisia Orientale         | Enno III della Frisia orientale         |  |  |       |  |  |                             |  |  |                                       |  |
|                                           |                                | Anna Maria della Frisia Orientale         | Enno III della Frisia orientale         |  |  |       |  |  |                             |  |  |                                       |  |
|                                           |                                | Anna Maria della Frisia Orientale         | Anna di Holstein-Gottorp                |  |  |       |  |  |                             |  |  |                                       |  |
|                                           |                                | Anna Maria della Frisia Orientale         |                                         |  |  |       |  |  |                             |  |  |                                       |  |